# Isleños

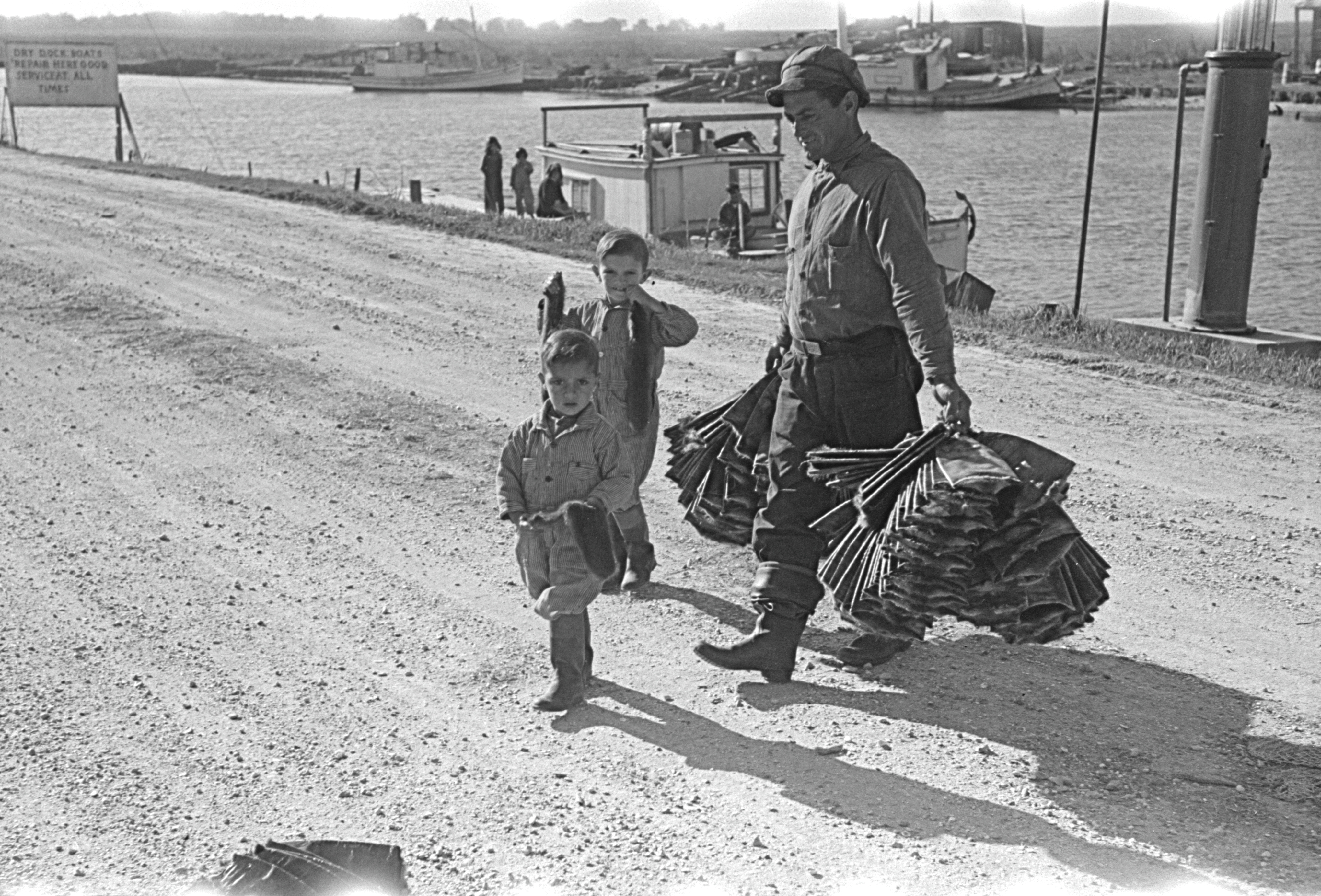
Isleño de Luisiana cargando pieles de rata almizclera de camino a una subasta de la FSA (Farm Security Administration) en Delacroix Island (Luisiana) en 1941

Los isleños, insulares o insulanos son los habitantes de una isla. Asimismo, isleños, es uno de los nombres con que se hace referencia a los españoles oriundos de las islas Canarias (a diferencia de los españoles naturales de la península ibérica que, en contraposición, se les llama «peninsulares»), y con el que se conoce en América a los descendientes de los canarios que emigraron al continente americano. Los principales países de acogida son Venezuela y Cuba, aunque también podemos encontrar colonias de isleños en el sur de Estados Unidos, Puerto Rico, Uruguay (estos dos últimos países tienen al origen canario como a uno de sus principales orígenes gracias a la emigración canaria a esos lugares desde finales del siglo XVII hasta básicamente finales del siglo XIX, siendo Puerto Rico el 2.º país más importante para la emigración canaria durante el siglo XIX, después de Cuba), Honduras, etc. 
Muchos de estos isleños se reúnen en las Casas de Canarias repartidas por las ciudades y pueblos más importantes de América que tienen una población de descendientes canarios significativa (La Habana, Caracas, etc).

## Isleños enEstados Unidos
En 1731 familias canarias fundaron la ciudad de San Antonio, en Texas, y en la actualidad existe una pequeña colonia de descendientes.
Otros emigrantes canarios se asentaron en el valle de Luisiana, en la desembocadura del río Misisipi entre 1778 y 1783. El aislamiento geográfico les permitió preservar hasta la década de 1990 el idioma y algunas tradiciones canarias. En la actualidad, apenas algunas docenas de ancianos de estirpe isleña continúan hablando dialecto canario, obviamente adulterado por el inglés. También existen colonias de isleños en el estado de Florida.

### Grupos de isleños en Luisiana

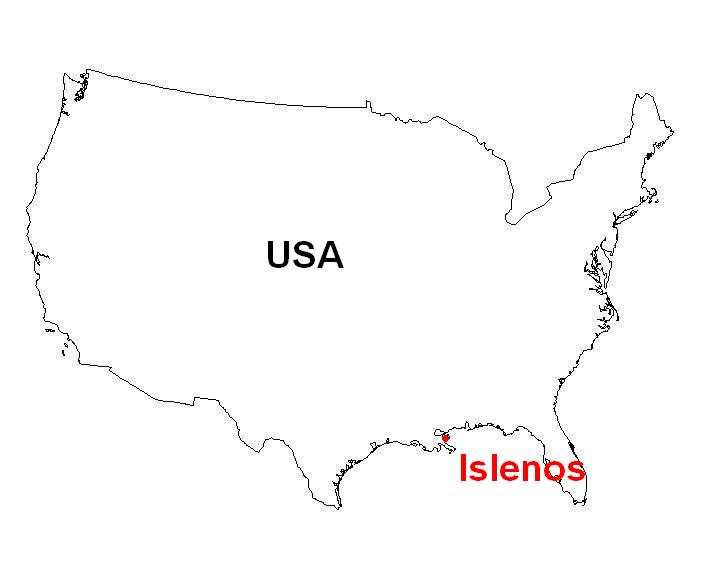
Isleños.

La mayor parte de la comunidad isleña de Luisiana se concentra en la población de St. Bernard Parish (parroquia de San Bernardo), donde mantienen algunas tradiciones propias del pueblo canario. Otros isleños se asentaron en la zona de Nueva Orleans. Un importante número de isleños sufrió las consecuencias del Huracán Katrina en 2005. A fin de sensibilizar a los Isleños de Luisiana con sus raíces y tradiciones, el Gobierno de la comunidad autónoma de Canarias les facilita viajes culturales a las islas de sus antepasados, a la vez que les ha proveído de algunos artefactos para el museo que, en la aldea de Toca (Luisiana), muestra algo del patrimonio cultural. El contacto entre las comunidades isleñas y el pueblo canario intenta ser cada vez más estrecho. 
Las comunidades isleñas son:
- Delacroix Island, Luisiana
- Wood Lake
- Reggio
- Yscloskey
- Shell Beach
- Hopedale